# Sinofranchetia chinensis
Sinofranchetia es un género monotípico de enredadera perteneciente a la familia Lardizabalaceae. Su única especie: Sinofranchetia chinensis (Franch.) Hemsl., es originaria de China. El género fue descrito por Friedrich Ludwig Emil Diels & William Botting Hemsley y publicado en Hooker's Icones Plantarum, 29: , pl. 2842.  en el año  1907.

## Descripción
Es una enredadera leñosa, trepadora o voluble. Las hojas palmaticompuestas, 2-3-ternadas o 1-9-folioladas. Los foliolos laterales asimétricos en la base y menores que el terminal. La inflorescencia en racimo largo, multifloro, péndulo, sin brácteas. Filamentos estaminales formando una copa.

## Sinonimia
- Parvatia chinensis Franchet, J. Bot. (Morot)
- Holboellia chinensis (Franchet) Diels.[1]